# Falaknumapaleis

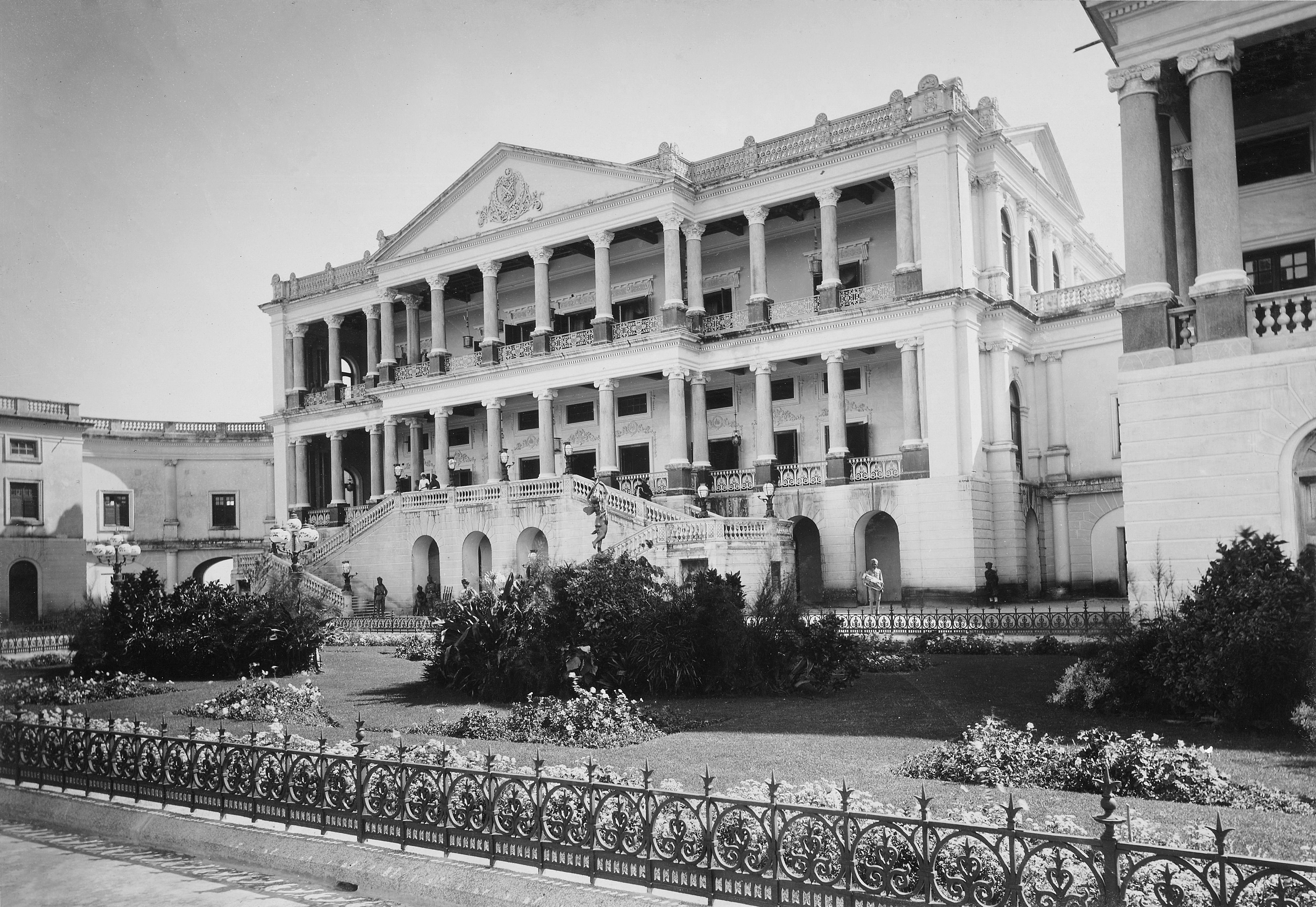
Het Falaknumapaleis in 1900

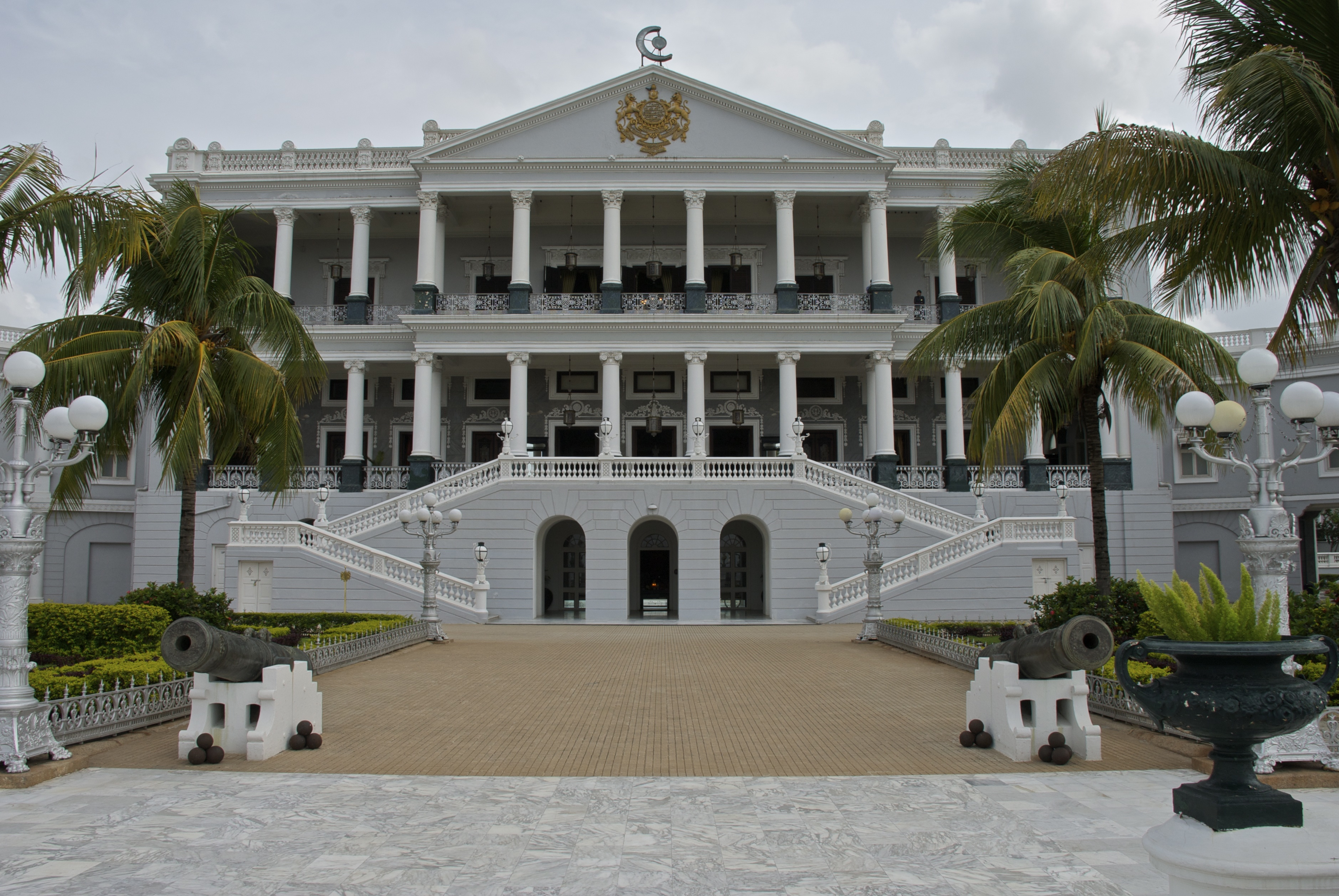
Het gerenoveerde hotel in 2013

Het Falaknumapaleis (Telugu: ఫలక్నుమ పాలసు) is een paleis in de Indiase stad Haiderabad (Telangana). Het staat op een heuvel en is in een mengeling van neoclassicisme en Tudorstijl gebouwd. Falaknuma betekent in het Urdu spiegel van de lucht.

## Geschiedenis
De bouw startte in 1884 in opdracht van de toenmalige Nawab Viqar ul-Umara en duurde tot 1893. De bouw bleek echter te duur te zijn en de eigenaar besloot het paleis in 1897 cadeau te doen aan de nizam Fath Jang Mahbub Ali Khan Asif Jah VI. Deze betaalde echter wel de volledige bouwkosten aan de Nawab.
In de jaren vijftig raakte het gebouw in onbruik. In 2000 begon hotelketen Taj Hotels aan een grote renovatie en in 2012 werd het gebouw als hotel geopend. Het heeft zestig hotelkamers.

## Het gebouw
Het gebouw bestaat uit een hoofdgebouw met de staatsievertrekken. Dit zijn onder andere de Jadekamer, een balzaal, een eetzaal waaraan 101 mensen kunnen dineren aan dezelfde tafel, een monumentaal trappenhuis en een bibliotheek met een gesneden walnoothouten plafond dat een replica is van een plafond in Windsor Castle. Achter het hoofdgebouw is een binnenplaats waar de meeste hotelkamers te vinden zijn. Dit waren vroeger de haremvertrekken. Achteraan zijn de restaurants te vinden.